# Gaultheria nummularioides
Gaultheria nummularioides là một loài thực vật có hoa trong họ Thạch nam. Loài này được D.Don mô tả khoa học đầu tiên năm 1825.